# Guido Cappellini
Guido Cappellini (nacido el 7 de septiembre de 1959 en Mariano Comense) es un piloto motonáutico italiano, el más exitoso de todos los tiempos en el Campeonato Mundial de Powerboat F1, con diez títulos mundiales. Desde su retiro de la Powerboat F1 a finales de 2009, ha competido en otras clases de regatas, en particular en el campeonato de la Clase 1 en mar abierto.

## Carrera
Cappellini comenzó su carrera en el automovilismo no en una lancha, sino en las cuatro ruedas, compitiendo en karts. En 1981 ganó el Campeonato de Italia de 135cc y repitió la hazaña en 1982, junto con la victoria en el Campeonato de Europa de la categoría. Durante 1982 tuvo la oportunidad de probar un coche de Fórmula 3 Dallara - Toyota y consiguió la pole position en su primera carrera, mostrándose como una verdadera promesa. Sin embargo, en 1983 se pasó a los barcos, y en las 100 Millas del Lario de ese año consiguió la victoria en la clase S850. También triunfó en la categoría F3 Inshore en las Seis Horas de París en 1983, y en 1985 terminó quinto en la general en el Campeonato Mundial F3 Inshore. 

### Gran Premio de Fórmula FONDA
Haciendo su debut en la serie de Fórmula Grand Prix en 1986, Cappellini comenzó conduciendo un casco Molinari con motor Mercury, y durante el año sus mejores resultados fueron dos cuartos puestos en Hannover y Singapur. Mientras que la Fórmula 1 desapareció como campeonato mundial y se trasladó por completo a los Estados Unidos, Cappellini siguió compitiendo al más alto nivel en Europa con DAC Racing, el equipo de fábrica del negocio de fabricación de cascos DAC. En 1987, un tercer puesto en Miami le dio a Guido su primer podio, y en 1988 logró tres segundos puestos en Augusta, Dublín y Singapur, terminando finalmente el año en cuarto lugar en la clasificación final. En 1989, Cappellini obtendría su primera victoria en una carrera en la serie, en Italia, en la prueba disputada en Como. 

### Fórmula 1
El italiano sumaría nuevas victorias en 1990 en Budapest (cuando la serie del Gran Premio de Fórmula pasó a llamarse Campeonato del Mundo de Fórmula 1), y en 1991 en Penang. Guido, con un barco muy mejorado, resultó derrotado por un estrecho margen en el campeonato de 1992, ya que su compatriota Fabrizio Bocca se llevó el campeonato. Sin embargo, para Cappellini, las cosas solo podrían mejorar. De 1993 a 1996 ganó cuatro títulos consecutivos de pilotos de F1, un récord que aún no se ha igualado. Otro título le seguiría en 1999, antes de que una vez más reafirmara su dominio sobre este deporte, ganando otros tres campeonatos seguidos de 2001 a 2003. Durante este tiempo, el principal rival de Cappellini fue  Scott Gilman, y durante las siguientes temporadas los dos compartirían el éxito, con Gillman ganando en 2004, Cappellini obteniendo su noveno título y la victoria número 50 de su carrera en 2005, y luego Gillman ganando una vez más en 2006. A partir de este punto, los resultados de Cappellini comenzaron un cierto declive, con otros pilotos como Sami Seliö y Jay Price pasando al primer plano. Pero, decidido a asegurar un décimo título mundial sin precedentes, Cappellini persistió y lo logró gracias a una excelente racha en la segunda mitad de la temporada 2009, superando a Seliö, Price, Thani Al Qamzi y al principal favorito, Jonas Andersson. Con su hito asegurado, declaró que se retiraría de la F1 y se centró en otras categorías náuticas.

### Vida posterior
Después de su retiro de la F1 náutica, Cappellini se trasladó a la categoría del Clase 1 en mar abierto, y se convirtió en gerente del equipo DAC Racing, patronando el barco No 74. A partir de 2010, Guido tuvo un éxito moderado dentro de la clase. En 2013 se apartó de las tareas de pilotaje, con Tomaso Polli asumiendo el puesto, debido a una disputa sobre los reglamentos técnicos. Cappellini declaró que cuando las reglas sean iguales para todos los equipos, con gusto volvería a entrar en la cabina de pilotaje.

## Palmarés

### Resultados completos del Campeonato Mundial de Lanchas de Fórmula 1
| Año  | Entrada                  | Casco | Motor        | 1        | 2         | 3        | 4       | 5         | 6         | 7        | 8          | 9        | 10        | 11    | 12      | 13    | 14        | 15      | 16      | WDC  | Puntos |
| ---- | ------------------------ | ----- | ------------ | -------- | --------- | -------- | ------- | --------- | --------- | -------- | ---------- | -------- | --------- | ----- | ------- | ----- | --------- | ------- | ------- | ---- | ------ |
| 1993 | Laserline                | DAC   | Mercury 2l   | THA 1    | ABU [1]   | ITA 2    | FRA 2   | GBR 3     | ITA 2     | HUN 1    | THA 2      | ABU Ret  |           |       |         |       |           |         |         | 1°   | 133    |
| 1994 | Laserline                | DAC   | Mercury 2l   | HUN Ret  | ITA 2     | FRA 2    | GBR 3   | ITA 1     | MAL 3     | THA 2    | ABU 9      |          |           |       |         |       |           |         |         | 1°   | 108    |
| 1995 | Laserline-Castrol        | DAC   | Mercury 2l   | ITA Ret  | HUN 2     | GER 2    | FRA 1   | RUS 1     | ITA 2     | CHN 1    | ABU 9      |          |           |       |         |       |           |         |         | 1°   | 107    |
| 1996 | Laserline-Castrol        | DAC   | Mercury 2l   | ITA 1    | HUN 1     | RUS 1    | FRA 1   | GRE 1     | CHN 1     | ITA 13   | ITA 1      | ABU 1    |           |       |         |       |           |         |         | 1°   | 160    |
| 1997 | DAC Racing               | DAC   | Mercury 2l   | HUN 2    | RUS DSQ   | FRA 2    | GRE Ret | ITA 2     | RUS 1     | ITA 1    | CHN 3      | ABU 13   |           |       |         |       |           |         |         | 3°   | 97     |
| 1998 | Laserline Racing         | DAC   | Mercury 2l   | ITA 1    | RUS Ret   | FRA 1    | FIN Ret | GRE 1     | ITA Ret   | HUN 4    | RUS 3      | ABU Ret  |           |       |         |       |           |         |         | 2°   | 81     |
| 1999 | Laserline Racing         | DAC   | Mercury 2l   | POR 1    | ITA 1     | RUS C[2] | FRA 1   | HUN 1     | RUS 2     | TUR 2[3] | AUT 1[4]   | ABU 1    |           |       |         |       |           |         |         | 1°   | 130    |
| 2000 | Laserline Castrol Racing | DAC   | Mercury 2.5l | POR 1    | BEL 1     | HUN 1    | LAT Ret | FRA 1     | ITA Ret   | POL DNS  | BUL DNS[5] | TUR 1    | ITA 1     | AUT   | SHA     | ABU 2 |           |         |         | 3°   | 135    |
| 2001 | Assicom Team             | DAC   | Mercury 2.5l | MAL Ret  | POR 1     | HUN 1    | LAT 1   | ITA 1     | ITA Ret   | GER 3    | AUT DSQ    | SHA 1    | ABU 5     |       |         |       |           |         |         | 1°   | 119    |
| 2002 | Zepter Team              | DAC   | Mercury 2.5l | POR 1    | ITA 1     | FIN Ret  | HUN 1   | ITA 1     | GER 1     | MAL 2    | IRE 2      | SHA DSQ  | ABU Ret   |       |         |       |           |         |         | 1°   | 130    |
| 2003 | Zepter Team              | DAC   | Mercury 2.5l | POR 1    | FIN 2     | ITA 1    | GER Ret | MAL 2     | SIN 2     | SHA Ret  | ABU 3      |          |           |       |         |       |           |         |         | 1°   | 97     |
| 2004 | Tamoil F1 Team           | DAC   | Mercury 2.5l | IND 2    | KSA 4     | POR 4    | ITA Ret | ITA 1     | CHN 2     | SIN Ret  | MAL Ret    | KOR 2[6] | SHA Ret   |       |         |       |           |         |         | 4°   | 68     |
| 2005 | Tamoil F1 Team           | DAC   | Mercury 2.5l | POR 1    | ITA 1     | SIN Ret  | QAT 1   | ABU 3     | SHA 1     |          |            |          |           |       |         |       |           |         |         | 1°   | 92     |
| 2006 | Tamoil F1 Team           | DAC   | Mercury 2.5l | QAT Ret  | POR 1     | ITA 1    | CHN 6   | ABU 1     | SHA Ret   |          |            |          |           |       |         |       |           |         |         | 2°   | 65     |
| 2007 | Tamoil F1 Team           | DAC   | Mercury 2.5l | POR 2    | FRA Ret   | CHN 2    | CHN 1   | QAT 2     | QAT 1     | ABU 2    | SHA Ret    |          |           |       |         |       |           |         |         | 2°   | 100    |
| 2008 | Tamoil F1 Team           | DAC   | Mercury 2.5l | QAT 5    | POR Ret   | FIN 1    | RUS Ret | CHN Ret   | CHN       | ABU Ret  | SHA Ret    |          |           |       |         |       |           |         |         | 10th | 27     |
| 2009 | Zepter Team              | DAC   | Mercury 2.5l | POR 1 10 | POR 2 Ret | FIN 1    | FIN 2 4 | RUS 1 Ret | RUS 2 Ret | CHN 1 7  | CHN 2      | CHN 1    | CHN 2 Ret | QAT 1 | QAT 2 1 | ABU 1 | ABU 2 Ret | SHA 1 3 | SHA 2 3 | 1°   | 153    |

- [1] El primer Gran Premio de Abu Dhabi de 1993 se detuvo después de menos de la mitad de la distancia luego de dos choques separados, uno de los cuales cobró la vida de John Hill. Se otorgaron medios puntos.
- [2] El Gran Premio de Rusia de 1999 se detuvo después de 12 vueltas con resultados anulados y sin puntos otorgados.
- [3] La parrilla de salida para el Gran Premio de Turquía de 1999 se formó sobre la base de la clasificación actual del campeonato tras el  Terremoto de İzmit, y la carrera se celebró como estaba previsto el domingo 22 de agosto.
- [4] El Gran Premio de Austria de 1999 se detuvo después de siete vueltas, y los resultados se tomaron de la finalización de la séptima vuelta y no se otorgaron puntos.
- [5] El Gran Premio de Bulgaria de 2000 fue declarado nulo tras las protestas de los conductores después de la sesión de calificación de que el recorrido era demasiado estrecho y el agua demasiado poco profunda para ser lo suficientemente segura para correr. La carrera fue declarada carrera de exhibición y aquellos pilotos que no habían presentado protestas aceptaron participar, sin otorgar puntos para el Campeonato del Mundo.
- [6] El Gran Premio de Corea de 2004 se llevó a cabo bajo el formato de 'enfrentamientos directos' (match race), por lo que el evento no se contabilizó para la clasificación final del campeonato y no se otorgaron puntos.

### Resumen de la carrera
| Temporada | Victorias | Pódium | Poles | Campeonato |
| --------- | --------- | ------ | ----- | ---------- |
| 1993      |           |        |       | Primero    |
| 1994      |           |        |       | Primero    |
| 1995      |           |        |       | Primero    |
| 1996      |           |        |       | Primero    |
| 1997      |           |        |       | Tercero    |
| 1998      |           |        |       | Segundo    |
| 1999      |           |        |       | Primero    |
| 2000      |           |        |       | Tercero    |
| 2001      |           |        |       | Primero    |
| 2002      | 5         | 4      | 7     | Primero    |
| 2003      | 2         | 6      | 6     | Primero    |
| 2004      | 1         | 3      | 3     | Primero    |
| 2005      | 4         | 3      | 5     | Primero    |
| 2006      | 3         | 3      | 3     | Segundo    |

### Resultados de la Clase 1
| Año  | Competición                             | Lugar del evento | Posición | Evento    | Notas |
| ---- | --------------------------------------- | ---------------- | -------- | --------- | ----- |
| 2010 | Carreras de barcos de motor en alta mar | Stresa           | Segundo  | Carrera 1 |       |
| 2010 | Carreras de barcos de motor en alta mar | Stresa           | Segundo  | Carrera 2 |       |
| 2010 | Carreras de barcos de motor en alta mar | Río de Janeiro   | Tercero  | Carrera 2 |       |
| 2010 | Carreras de barcos de motor en alta mar | Uddevalla        | Tercero  | Carrera 1 |       |
| 2010 | Carreras de barcos de motor en alta mar | Dubái            | Tercero  | Carrera 2 |       |
| 2011 | Carreras de barcos de motor en alta mar | Cernobbio        | Segundo  | Carrera 2 |       |